# Democratisch Nationaal Comité
Het Democratisch Nationaal Comité (DNC) is het hoogste bestuursorgaan van de Democratische Partij van de Verenigde Staten. De DNC coördineert de verkiezingsstrategie van Democratische kandidaten op alle niveaus en organiseert om de vier jaar de Democratische Nationale Conventie waarop de leden de presidentskandidaat bevestigen en het partijprogramma opstellen. De DNC werd opgericht op de Democratic National Convention in 1848.
In vergelijking met partijbesturen in andere landen hebben de DNC en zijn Republikeinse tegenhanger, de RNC, relatief weinig zeggenschap over verkozenen.
Op 25 februari 2017 werd Tom Perez verkozen tot voorzitter en Keith Ellison tot ondervoorzitter.

## Voorzitters
| Voorzitter                | Periode    |
| ------------------------- | ---------- |
| Benjamin Hallett          | 1848–1852  |
| Robert McLane             | 1852–1856  |
| David Smalley             | 1856–1860  |
| August Belmont            | 1860–1872  |
| Augustus Schell           | 1872–1876  |
| Abram Hewitt              | 1876–1877  |
| William Barnum            | 1877–1889  |
| Calvin Brice              | 1889–1892  |
| William Harrity           | 1892–1896  |
| James Kimbrough Jones     | 1896–1904  |
| Thomas Taggart            | 1904–1908  |
| Norman Mack               | 1908–1912  |
| William McCombs           | 1912–1916  |
| Vance McCormick           | 1916–1919  |
| Homer Cummings            | 1919–1920  |
| George White              | 1920–1921  |
| Cordell Hull              | 1921–1924  |
| Clem Shaver               | 1924–1928  |
| John Raskob               | 1928–1932  |
| James Farley              | 1932–1940  |
| Edward Flynn              | 1940–1943  |
| Frank Walker              | 1943–1944  |
| Robert Hannegan           | 1944–1947  |
| Howard McGrath            | 1947–1949  |
| William Boyle             | 1949–1951  |
| Frank McKinney            | 1951–1952  |
| Stephen Mitchell          | 1952–1955  |
| Paul Butler               | 1955–1960  |
| Henry Jackson             | 1960–1961  |
| John Moran Bailey         | 1961–1968  |
| Larry O'Brien             | 1968–1969  |
| Fred Harris               | 1969–1970  |
| Larry O'Brien             | 1970–1972  |
| Jean Westwood             | 1972       |
| Robert Schwarz Strauss    | 1972–1977  |
| Kenneth Curtis            | 1977–1978  |
| John Coyle White          | 1978–1981  |
| Charles Manatt            | 1981–1985  |
| Paul Kirk                 | 1985–1989  |
| Ron Brown                 | 1989–1993  |
| David Wilhelm             | 1993–1994  |
| Debra DeLee               | 1994–1995  |
| Chris Dodd Donald Fowler  | 1995–1997  |
| Roy Romer Steven Grossman | 1997–1999  |
| Ed Rendell Joe Andrew     | 1999–2001  |
| Terry McAuliffe           | 2001–2005  |
| Howard Dean               | 2005–2009  |
| Tim Kaine                 | 2009–2011  |
| Donna Brazile             | 2011       |
| Debbie Wasserman Schultz  | 2011–2016  |
| Donna Brazile             | 2016–2017  |
| Tom Perez                 | 2017–heden |